# Johan Agapetus Törngren
Johan Agapetus Törngren, född 18 augusti 1772 i Borgå, död 17 maj 1859 i Vesilax, var en finländsk läkare. Han var far till Adolf Törngren och farfar till Johan Adolf Törngren.
Törngren tjänstgjorde som fältskär vid ett lasarett i Finland under kriget med Ryssland 1789 samt blev medicine licentiat 1800, medicine adjunkt och prosektor vid Kungliga Akademien i Åbo 1802, stadsfysikus i samma stad 1811, professor i kirurgi och förlossningskonst 1816, adlad 1826 och tillförordnad generaldirektör för det finländska Medicinalverket 1829. År 1833 tog han avsked både från professuren och från generaldirektörsbefattningen, men var arkiater fram till sin död.

## Utmärkelser
- Sankt Vladimirs orden, fjärde klassen,  1823[2]
- Sankt Annas orden, andra klass,  1830[2]
- Sankt Annas orden, andra klass med kejsarkrona,  1831[2]

[Redigera Wikidata]